# Galerina cinctula

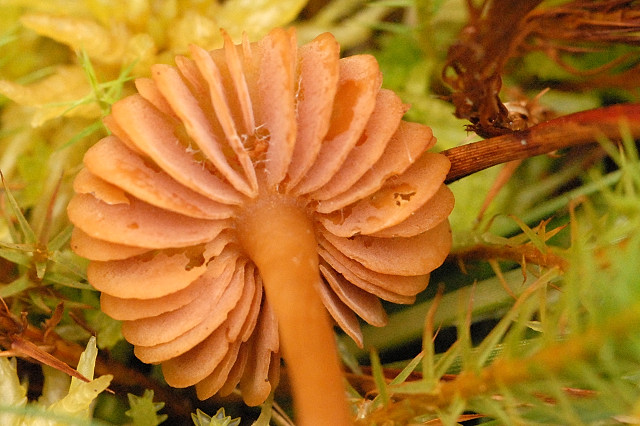

Galerina cinctula P.D. Orton – gatunek grzybów należący do rodziny podziemniczkowatych (Hymenogastraceae).

## Systematyka i nazewnictwo
Pozycja w klasyfikacji według Index Fungorum: Galerina, Hymenogastraceae, Agaricales, Agaricomycetidae, Agaricomycetes, Agaricomycotina, Basidiomycota, Fungi.
Po raz pierwszy opisał go w 1960 roku Peter Darbishire Orton w Anglii na pędach wrzosu. Wskazał holotyp. Do 2025 r. brak polskiej nazwy.

## Morfologia
Kapelusz
O średnicy 5–15 mm, u młodych okazów stożkowato-wypukły, ale szybko rozpłaszczający się, często z tępym lub szerokim garbkiem, czasami z resztkami osłony na brzegu. Powierzchnia płowomiodowa lub miodowożółta, w stanie suchym z bladożółtawym środkiem. Jest higrofaniczny; w stanie wilgotnym prążkowany od prześwitujących blaszek.
Blaszki
12-24 z blaszeczkami (l = 0-7), przyrośnięte, dość gęste lub średnio gęste, początkowo bladożółte, następnie żółtoochrowe lub żółtawordzawe, w końcu rdzawoochrowe. Ostrza białawo-kłaczkowate.
Trzon
O wysokości 8–25 mm i grubości 0,5–1,25 mm, walcowaty lub lekko pogrubiony u podstawy lub bulwiasty. Powierzchnia u góry bladożółtawa, dołem ciemniejsza, miodowa, płowomiodowa lub bladodaktylowa, wierzchołek oprószony, dolna część w częściowo lub całkowicie pokryta obfitą białą, jedwabną osłoną, często tworzącą szeroki pas, ale bez odległego pierścienia.
Cechy mikroskopowe
Zarodniki 10-13 × 5–6 μm, drobno punktowane. Podstawki 24-30 × 7–8 μm, 2-zarodnikowe. Cheilocystydy 30-50 × 7–8 μm, główkowato-baryłkowate lub kręglowate, szyjka czasami wygięta. Kaulocystydy na szczycie trzonu podobne. Pleurocystyd brak.

## Występowanie i siedlisko
Podano stanowiska tylko w Europie. W Polsce jego stanowiska podano w 2017 i 2020 r.
Saprotrof występujący na martwych pędach roślin, próchniejącym drewnie, na ziemi.